# Ciclismo en los Juegos Olímpicos de Río de Janeiro 2016
El ciclismo en los Juegos Olímpicos de Río de Janeiro 2016 se realizó en cuatro instalaciones de la ciudad de Río de Janeiro del 6 al 20 de agosto de 2016.
En total se disputaron en este deporte 18 pruebas diferentes, 9 masculinas y 9 femeninas, repartidas en 4 disciplinas ciclistas: 4 pruebas de ruta, 10 de pista, 2 de montaña y 2 de BMX. El programa de competiciones se mantuvo sin cambios, como en la edición pasada.
Tres países de habla hispana lograron medallas en estos Juegos. En las carreras de BMX, Colombia obtuvo un oro (Mariana Pajón) y un bronce (Carlos Ramírez Yepes) y Venezuela un bronce (Stefany Hernández). El ciclista de montaña Carlos Coloma consiguió la única medalla (bronce) para España en ciclismo, en la prueba de campo a través; aunque se obtuvieron cuatro diplomas olímpicos: en carretera Jonathan Castroviejo y Ion Izagirre (cuarto y octavo en la contrarreloj) y Joaquim Rodríguez (quinto en ruta), y en pista Tania Calvo y Helena Casas (séptimo en velocidad por equipos).
En estos Juegos se establecieron tres nuevas plusmarcas mundiales: los británicos Edward Clancy, Steven Burke, Owain Doull y Bradley Wiggins en persecución por equipos; Katie Archibald, Laura Trott, Elinor Barker y Joanna Rowsell-Shand en persecución por equipos, y las chinas Gong Jinjie y Zhong Tianshi en velocidad por equipos. Adicionalmente dos plusmarcas olímpicas fueron batidas: Jason Kenny en velocidad individual (obtenida en la ronda preliminar) y Philip Hindes, Jason Kenny y Callum Skinner en velocidad por equipos.

## Sedes
| Sede                          | Deporte                         | Fecha           | Eventos | Capacidad                      |
| ----------------------------- | ------------------------------- | --------------- | ------- | ------------------------------ |
| Fuerte de Copacabana          | Ciclismo en ruta (ruta)         | 6-7 de agosto   | 2       | 5000 (sentados)                |
| Pontal                        | Ciclismo en ruta (contrarreloj) | 10 de agosto    | 2       | 5000 (sentados)                |
| Centro de Ciclismo de Montaña | Ciclismo de montaña             | 20–21 de agosto | 2       | 5000 (sentados) 20000 (de pie) |
| Centro Olímpico de BMX        | Ciclismo BMX                    | 17–19 de agosto | 2       | 5000                           |
| Velódromo Olímpico de Río     | Ciclismo en pista               | 11–16 de agosto | 10      | 7500                           |

## Calendario de competición
| P | Series/preliminares | ¼ | Cuartos de final | ½ | Semifinales | F | Final |

| Evento↓/Fecha →        | Sá 6 | Do 7 | Mi 10 | Mi 17 | Ju 18 | Vi 19 | Vi 19 | Sá 20 | Do 21 |
| ---------------------- | ---- | ---- | ----- | ----- | ----- | ----- | ----- | ----- | ----- |
| Ciclismo en ruta       |      |      |       |       |       |       |       |       |       |
| Ruta masculina         | F    |      |       |       |       |       |       |       |       |
| Contrarreloj masculina |      |      | F     |       |       |       |       |       |       |
| Ruta femenina          |      | F    |       |       |       |       |       |       |       |
| Contrarreloj femenina  |      |      | F     |       |       |       |       |       |       |
| BMX                    |      |      |       |       |       |       |       |       |       |
| Masculino              |      |      |       | P     | ¼     | ½     | F     |       |       |
| Femenino               |      |      |       | P     |       | ½     | F     |       |       |
| Ciclismo de montaña    |      |      |       |       |       |       |       |       |       |
| Masculino              |      |      |       |       |       |       |       |       | F     |
| Femenino               |      |      |       |       |       |       |       | F     |       |

| Keirin masculino               |   |   |   |   |   |   |   |   |   |    |    |    |    |    |    | P  | ½  | F  |   |   |
| Omnium masculino               |   |   |   |   |   |   |   |   |   | SR | PE | EL | CR | FL | PT |    |    |    |   |   |
| Velocidad ind. masculina       |   |   |   | P | P | P | ¼ | ½ | ½ | F  | F  | F  |    |    |    |    |    |    |   |   |
| Persecución por eqs. masculina | P | P | P | ½ | ½ | F |   |   |   |    |    |    |    |    |    |    |    |    |   |   |
| Velocidad por eqs. masculina   | P | ½ | F |   |   |   |   |   |   |    |    |    |    |    |    |    |    |    |   |   |
| Keirin femenino                |   |   |   |   |   |   | P | ½ | F |    |    |    |    |    |    |    |    |    |   |   |
| Omnium femenino                |   |   |   |   |   |   |   |   |   |    |    |    | SR | PE | EL | CR | FL | PT |   |   |
| Velocidad ind. femenina        |   |   |   |   |   |   |   |   |   | P  | P  | P  | P  | P  | P  | ¼  | ½  | F  | F | F |
| Persecución por eqs. femenina  | P | P | P |   |   |   | ½ | F | F |    |    |    |    |    |    |    |    |    |   |   |
| Velocidad por eqs. femenina    |   |   |   | P | ½ | F |   |   |   |    |    |    |    |    |    |    |    |    |   |   |

## Medallistas

### Ciclismo en ruta

#### Masculino
| Evento                      | Oro                                    | Plata                                    | Bronce                                        |
| --------------------------- | -------------------------------------- | ---------------------------------------- | --------------------------------------------- |
| Ruta (6 de agosto)          | Greg Van Avermaet · Bélgica · 6:10:05  | Jakob Fuglsang · Dinamarca · 6:10:05     | Rafał Majka · Polonia · 6:10:10               |
| Contrarreloj (10 de agosto) | Fabian Cancellara · Suiza · 1:12:15,42 | Tom Dumoulin · Países Bajos · 1:13:02,83 | Christopher Froome · Reino Unido · 1:13:17,54 |

#### Femenino
| Evento                      | Oro                                           | Plata                                | Bronce                                         |
| --------------------------- | --------------------------------------------- | ------------------------------------ | ---------------------------------------------- |
| Ruta (7 de agosto)          | Anna van der Breggen · Países Bajos · 3:51:27 | Emma Johansson · Suecia · 3:51:27    | Elisa Longo Borghini · Italia · 3:51:27        |
| Contrarreloj (10 de agosto) | Kristin Armstrong · Estados Unidos · 44:26,42 | Olga Zabelinskaya · Rusia · 44:31,97 | Anna van der Breggen · Países Bajos · 44:37,80 |

### Ciclismo en pista

#### Masculino
| Evento                                 | Oro                                                                                      | Plata | Bronce |
| -------------------------------------- | ---------------------------------------------------------------------------------------- | --- | --- |
| Velocidad individual (14 de agosto)    | Jason Kenny · Reino Unido                                                                | Callum Skinner · Reino Unido                                                                                    | Denis Dmitriyev · Rusia                                                                                           |
| Velocidad por equipos (11 de agosto)   | Philip Hindes · Jason Kenny · Callum Skinner · Reino Unido · 42,440 RO                   | Ethan Mitchell · Sam Webster · Edward Dawkins · Nueva Zelanda · 42,542                                          | Grégory Baugé · Michaël D'Almeida · François Pervis · Francia · 43,143                                            |
| Persecución por equipos (12 de agosto) | Edward Clancy · Steven Burke · Owain Doull · Bradley Wiggins · Reino Unido · 3:50,265 RM | Alexander Edmondson · Jack Bobridge · Michael Hepburn · Samuel Welsford · Callum Scotson · Australia · 3:51,008 | Lasse Norman Hansen · Niklas Larsen · Frederik Madsen · Casper von Folsach · Rasmus Quaade · Dinamarca · 3:53,789 |
| Keirin (16 de agosto)                  | Jason Kenny · Reino Unido                                                                | Matthijs Büchli · Países Bajos                                                                                  | Azizulhasni Awang · Malasia                                                                                       |
| Ómnium (15 de agosto)                  | Elia Viviani · Italia · 207 pts.                                                         | Mark Cavendish · Reino Unido · 194 pts.                                                                         | Lasse Norman Hansen · Dinamarca · 192 pts.                                                                        |

#### Femenino
| Evento                                 | Oro                                                                                              | Plata                                                                                     | Bronce                                                                                                  |
| -------------------------------------- | ------------------------------------------------------------------------------------------------ | ----------------------------------------------------------------------------------------- | --- |
| Velocidad individual (16 de agosto)    | Kristina Vogel · Alemania                                                                        | Rebecca James · Reino Unido                                                               | Katy Marchant · Reino Unido                                                                             |
| Velocidad por equipos (12 de agosto)   | Gong Jinjie · Zhong Tianshi · República Popular China · 32,107                                   | Daria Shmeliova · Anastasiya Voinova · Rusia · 32,401                                     | Kristina Vogel · Miriam Welte · Alemania · 32,636                                                       |
| Persecución por equipos (13 de agosto) | Katie Archibald · Laura Trott · Elinor Barker · Joanna Rowsell-Shand · Reino Unido · 4:10,236 RM | Sarah Hammer · Kelly Catlin · Chloé Dygert · Jennifer Valente · Estados Unidos · 4:12,454 | Allison Beveridge · Jasmin Glaesser · Kirsti Lay · Georgia Simmerling · Laura Brown · Canadá · 4:14,627 |
| Keirin (13 de agosto)                  | Elis Ligtlee · Países Bajos                                                                      | Rebecca James · Reino Unido                                                               | Anna Meares · Australia                                                                                 |
| Ómnium (16 de agosto)                  | Laura Trott · Reino Unido · 230 pts.                                                             | Sarah Hammer · Estados Unidos · 206 pts.                                                  | Jolien D'Hoore · Bélgica · 199 pts.                                                                     |

### Ciclismo de montaña
| Evento                                  | Oro                               | Plata                                        | Bronce                               |
| --------------------------------------- | --------------------------------- | -------------------------------------------- | ------------------------------------ |
| Campo a través masculino (21 de agosto) | Nino Schurter · Suiza · 1:33:28   | Jaroslav Kulhavý · República Checa · 1:34:18 | Carlos Coloma · España · 1:34:51     |
| Campo a través femenino (20 de agosto)  | Jenny Rissveds · Suecia · 1:30:15 | Maja Włoszczowska · Polonia · 1:30:52        | Catharine Pendrel · Canadá · 1:31:41 |

### Ciclismo BMX
| Evento                   | Oro                                     | Plata                                    | Bronce                                   |
| ------------------------ | --------------------------------------- | ---------------------------------------- | ---------------------------------------- |
| Masculino (19 de agosto) | Connor Fields · Estados Unidos · 34,622 | Jelle van Gorkom · Países Bajos · 35,306 | Carlos Ramírez Yepes · Colombia · 35,506 |
| Femenino (19 de agosto)  | Mariana Pajón · Colombia · 34,093       | Alise Post · Estados Unidos · 34,435     | Stefany Hernández · Venezuela · 34,755   |

## Medallero
| Núm. | País                    | Oro | Plata | Bronce | Total |
| ---- | ----------------------- | --- | ----- | ------ | ----- |
| 1    | Reino Unido             | 6   | 4     | 2      | 12    |
| 2    | Países Bajos            | 2   | 3     | 1      | 6     |
| 3    | Estados Unidos          | 2   | 3     | 0      | 5     |
| 4    | Suiza                   | 2   | 0     | 0      | 2     |
| 5    | Suecia                  | 1   | 1     | 0      | 2     |
| 6    | Alemania                | 1   | 0     | 1      | 2     |
| 6    | Bélgica                 | 1   | 0     | 1      | 2     |
| 6    | Colombia                | 1   | 0     | 1      | 2     |
| 6    | Italia                  | 1   | 0     | 1      | 2     |
| 10   | República Popular China | 1   | 0     | 0      | 1     |
| 11   | Rusia                   | 0   | 2     | 1      | 3     |
| 12   | Dinamarca               | 0   | 1     | 2      | 3     |
| 13   | Australia               | 0   | 1     | 1      | 2     |
| 13   | Polonia                 | 0   | 1     | 1      | 2     |
| 15   | Nueva Zelanda           | 0   | 1     | 0      | 1     |
| 15   | República Checa         | 0   | 1     | 0      | 1     |
| 17   | Canadá                  | 0   | 0     | 2      | 2     |
| 18   | España                  | 0   | 0     | 1      | 1     |
| 18   | Francia                 | 0   | 0     | 1      | 1     |
| 18   | Malasia                 | 0   | 0     | 1      | 1     |
| 18   | Venezuela               | 0   | 0     | 1      | 1     |
|      | TOTAL                   | 18  | 18    | 18     | 54    |